# Forbrugsskat
 Der er for få eller ingen kildehenvisninger i denne artikel, hvilket er et problem. Du kan hjælpe ved at angive troværdige kilder til de påstande, som fremføres i artiklen.

En forbrugsskat er en afgift på udgifterne brugt til varer og tjenesteydelser. Skattegrundlaget af en sådan afgift er pengene brugt på forbrug. Forbrugsskatter er normalt indirekte, såsom en omsætningsafgift eller en merværdiafgift. Men kan også være struktureret, en forbrugsafgift som en form for direkte, personlig beskatning, såsom Hall-Rabushka flad skat.